# 555e Infanteriedivisie (Duitsland)
De Duitse 555e Infanteriedivisie (Duits: 555. Infanterie-Division) was een Duitse infanteriedivisie tijdens de Tweede Wereldoorlog. De divisie werd opgericht op 10 februari 1940 en deed uitsluitend dienst aan het westfront.
Op 10 februari werd de divisie opgericht uit de Divisionstab z.b.V. 443 als onderdeel van de 9. Welle. De eenheid werd belast met de verdediging van de Westwall aan de Oberrhein.  Na de Slag om Frankrijk, waar het als onderdeel van het 7e Leger aan deelnam, werd de divisie op 31 augustus 1940 ontbonden.

## Commandanten
| Naam             | Rang            | Begin            | Eind             |
| ---------------- | --------------- | ---------------- | ---------------- |
| Waldemar Henrici | Generalleutnant | 12 februari 1940 | 15 augustus 1941 |

## Samenstelling
- Infanterie-Regiment 624
- Infanterie-Regiment 625
- Infanterie-Regiment 626
- Infanterie-Regiment 627
- Artillerie-Regiment 555
  - I. Abteilung
  - II. Abteilung
  - III. Abteilung
- Beobachtungs-Abteilung 555
- Nachrichten-Kompanie (later, Abteilung) 555
- Versorgungseinheiten 555